# Tomasz Lis

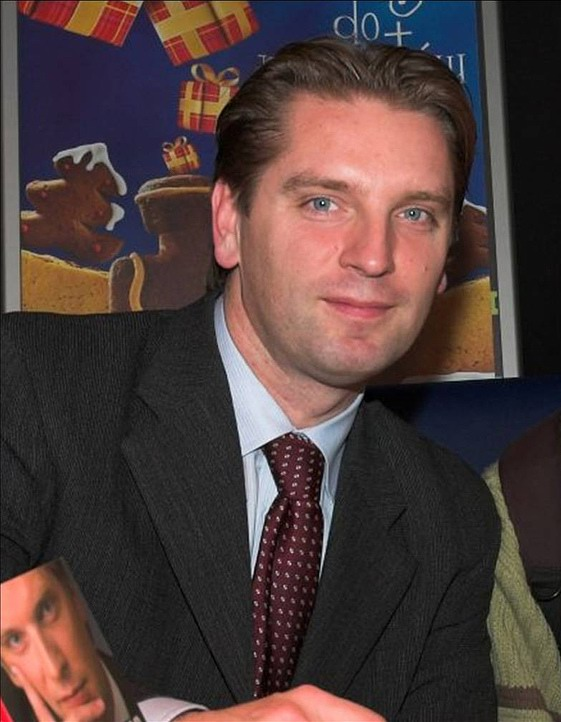
Tomasz Lis 2007

Tomasz Rafał Lis (* 6. März 1966 in Zielona Góra, Polen) ist ein polnischer politischer Journalist.

## Leben
Nach dem Abitur studierte Lis Journalistik an der Universität Warschau. Noch als Student des vierten Studienjahres gewann er einen offenen Wettbewerb für Fernsehjournalisten des staatlichen Fernsehens TVP. Am 3. Mai 1990 debütierte er als Moderator der täglich ausgestrahlten Abendjournals Wiadomości (Nachrichten). Bald wurde er zum ersten Parlamentsreporter befördert. 1992 studierte er an der privaten Loyola University in New Orleans. 1994 bis 1997 war er Berichterstatter des polnischen staatlichen Fernsehens in den Vereinigten Staaten.
1997 bis 2004 moderierte er beim Privatfernsehsender TVN die Nachrichtensendung Fakty (Fakten). 2003 gab er das Buch „Co z tą Polską?“ („Was ist los mit Polen?“) in einer Auflage von über 100.000 Exemplaren heraus. Nach dem Erfolg des Buches wurde er als Präsidentschaftskandidat gehandelt.
2005 wurde er Vorstandsmitglied und Programmdirektor des privaten Fernsehsenders Polsat. Mit der Journalistin Hanna Smoktunowicz führte er das Nachrichtenprogramm Wydarzenia (Ereignisse). Aus unbekannten Gründen verließ er Polsat 2007 jedoch und wurde kurz darauf im November des gleichen Jahres als Berater des Vorstandes des Zeitschriftenverlages Edipresse Polska verpflichtet.
2008 kehrte er zu TVP zurück und moderierte bis zum 25. Januar 2016 im zweiten Programm des staatlichen Fernsehens die Talkrunde Tomasz Lis na Żywo (Tomasz Lis live). Als die Auflösung der Sendung Ende Januar 2016 bekannt wurde, verabschiedete er sich mit einem offenen Brief, in dem er gegen das neu erlassene Mediengesetz protestierte.
2010 wurde er außerdem Chefredakteur des politischen Wochenmagazins Wprost, musste den Posten jedoch nach inhaltlichen Streitigkeiten mit den Herausgebern 2012 wieder räumen. Im selben Jahr gründete er das Medienportal natemat.pl, dessen Miteigentümer er ist. Nur wenige Wochen später wurde er Chefredakteur des politischen Magazins Newsweek Polska, eine Position, die er bis Mai 2022 innehatte. Seiner Entlassung nach zehn Jahren auf dem Chefposten waren Beschwerden von Mitarbeitern über seinen „autokratischen Führungsstil“ vorangegangen, wie sein Nachfolger Tomasz Sekielski in seinem ersten Editorial an die Leser einräumte, es habe zuletzt „eine toxische Atmosphäre“ in der Redaktion geherrscht. Die von Gefolgsleuten der Regierungspartei PiS geführte Tageszeitung Polska Times berichtete, Lis seien „Mobbing, Sexismus und schlechte Behandlung Untergebener“ vorgeworfen worden. In der Angelegenheit läuft mit der Jahreswende 2023/24 ein Rechtsstreit, in dem Lis bisher noch nicht aussagte. Anfang 2023 eröffnete er mit einem ehemaligen Mitarbeiter einen Verlag.

## Auszeichnungen
Für seine vielseitige Tätigkeit erhielt er mehrfach wichtige polnische Medienauszeichnungen. Zehnmal wurde ihm der Wiktor verliehen, darunter der Super-Wiktor 2006. 1999, 2007 und 2009 wurde er darüber hinaus als „Journalist des Jahres“ ausgezeichnet, 2002 und 2005 erhielt er zudem die Telekamera.

## Persönliches
1994 heiratete Lis die Journalistin Kinga Rusin. Die Ehe wurde 2006 geschieden. Seit 2007 war er mit der Fernsehmoderatorin und Kollegin Hanna Smoktunowicz, geb. Kedaj, verheiratet. Seit 2018 getrennt, wurde die Ehe 2022 geschieden. Seine neue Partnerin ist Monika Urbańczyk. Lis, der seit 2010 weltweit an den bedeutendsten Marathonwettbewerben teilnahm, erlitt nach 2015 vier Schlaganfälle, die auf einen Herzfehler zurückgehen.

## Werke
- Jak to się robi w Ameryce (Wie man es in Amerika macht)
- Zawód korespondent (Beruf Berichterstatter)
- LISt z Ameryki (Brief aus Amerika)
- Wielki finał. Kulisy wejścia Polski do NATO (Das große Finale. Die Kulissen des Eintritts Polens in die NATO)
- ABC dziennikarstwa (ABC des Journalismus), Co-Autor mit anderen Verfassern
- Co z tą Polską? (Was ist los mit Polen?)
- Nie tylko Fakty (Nicht nur Fakten)
- Polska, głupcze! (Polen, du Dummkopf!)
- PiS-neyland (PIS-neyland), vgl. PiS
- My, Naród (Wir, das Volk)
- Na żywo (Live)